# Kármán-féle örvénylő áramlás
Kármán-féle örvény egy egyenletesen forgó, végtelen méretű síkkorong által létrehozott áramlás, amelyet Kármán Tódorról neveztek el, aki 1921-ben leírta és megoldotta a problémát. A forgó korong felülete folyadékszivattyúként működik, ezen alapul számos, áramlást hajtó eszköz, például centrifugális ventilátorok, kompresszorok, örvényszivattyúk, vagy a Tesla turbina. A forgó korong felülete által létrehozott áramlás az időben állandó áramlások kategóriájába sorolható, amelyekben a szilárd felületen keletkező örvénylést egy ellentétes áramlás megakadályozza abban, hogy a korongon túl, messzire kiterjedjen.

## Az áramlás leírása
Tekintsünk egy végtelen sugarú síkkorongot, amely állandó {\displaystyle \Omega } szögsebességgel forog folyadékban, amely kezdetben mindenhol nyugalmi állapotban van. A felszín közelében a folyadékot a korong a folyadék belső súrlódása (viszkozitás) miatt magával ragadva forgatja. A forgó vízre centrifugális erő hat, ami azt kifelé mozgatja. Helyére a forgástengely mentén folyadék áramlik be a tömegmegmaradás elvének megfelelően, melynek értelmében: a folyadék nem keletkezik és nem tűnik el. Ezért amennyi távozik onnan, a helyére ugyanannyi be is kell érkezik). Kármán Tódor  észrevette, hogy az irányadó egyenletek és a peremfeltételek lehetővé teszik hogy  {\displaystyle u/r} és {\displaystyle v/r} , illetve {\displaystyle w} csakis a {\displaystyle z} függvényei. Legyenek {\displaystyle (u,v,w)} a hengeres tér sebességkomponensei {\displaystyle (r,\theta ,z)} pedig a hengeres tér koordinál, ahol {\displaystyle r=0} a forgástengely helye és {\displaystyle z=0} a forgó síkkorong felszínét jelöli. Ebben az esetben, rendszer hengeres szimmetriája miatt a folyadék nyomása csak a radiális és axiális koordinátáktól függ: {\displaystyle p=p(r,z)} . Ekkor a folyadékok folytonossági (kontinuitási) egyenlete és az összenyomhatatlan folyadékok Navier–Stokes-egyenlete a következőre egyszerűsödik:
{\displaystyle {\begin{aligned}&{\frac {2u}{r}}+{\frac {dw}{dz}}=0\\[8pt]&\left({\frac {u}{r}}\right)^{2}-\left({\frac {v}{r}}\right)^{2}+w{\frac {d(u/r)}{dz}}=-{\frac {1}{\rho }}{\frac {\partial p}{\partial r}}+\nu {\frac {d^{2}(u/r)}{dz^{2}}}\\[8pt]&{\frac {2uv}{r^{2}}}+w{\frac {d(v/r)}{dz}}=\nu {\frac {d^{2}(v/r)}{dz^{2}}}\\[8pt]&w{\frac {dw}{dz}}=-{\frac {1}{\rho }}{\frac {\partial p}{\partial z}}+\nu {\frac {d^{2}w}{dz^{2}}}\qquad \Rightarrow \qquad {\frac {p}{\rho }}=\nu {\frac {dw}{dz}}-{\frac {1}{2}}w^{2}+f(r)\end{aligned}}}
ahol {\displaystyle \nu } a kinematikai viszkozitás
{\displaystyle \rho } a folyadék sűrűsége.

## Határfeltétel: nincs forgás a lemez felett a végtelenben

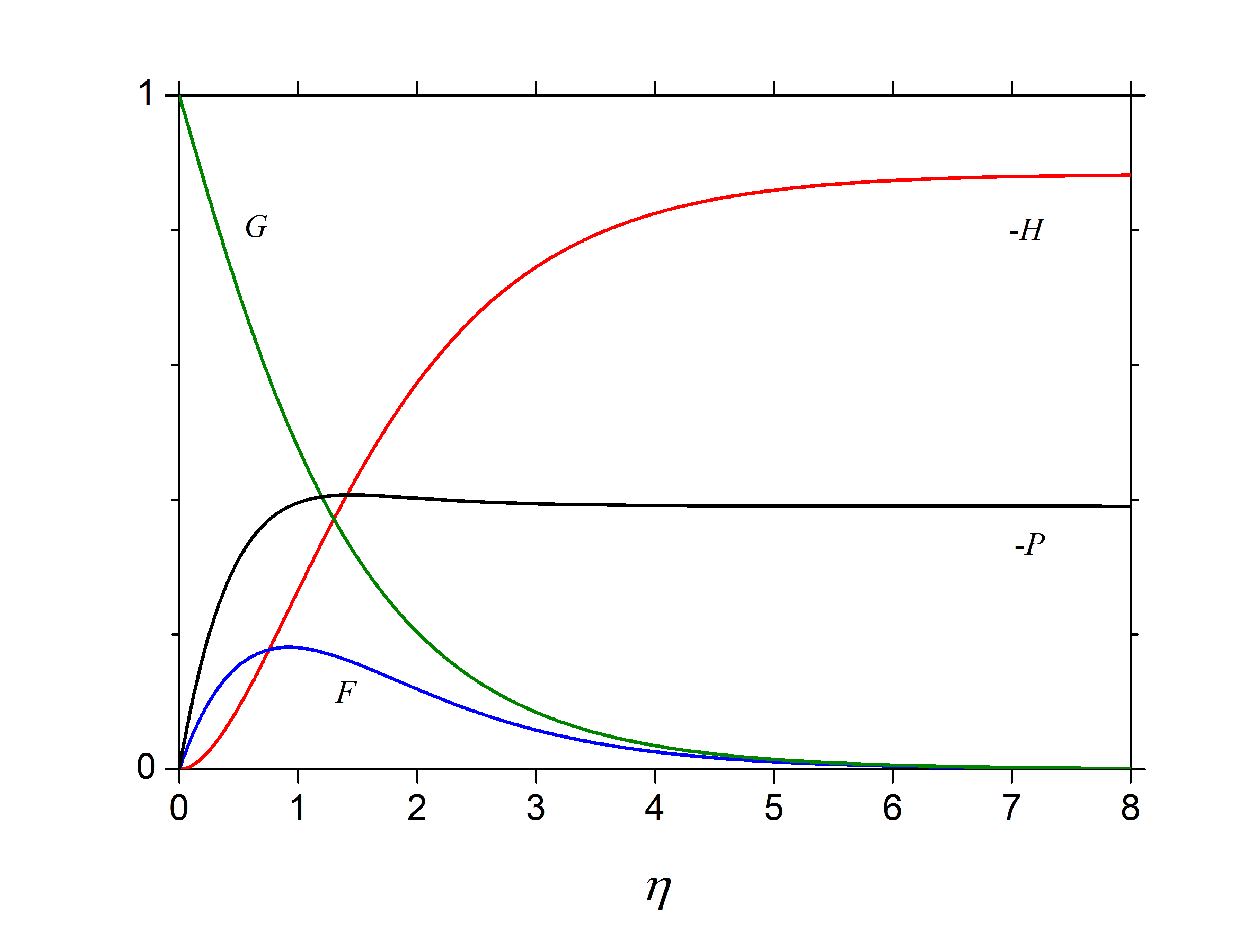
A Kármán-féle örvénylő áramlás hasonlósági sebességei és nyomása egy végtelen méretű forgó korong esetén a korong feletti távolság függvényében. Az F, G, H, P és értékek az alábbiak szerint függenek össze az (u,v,w) sebesség komponensekkel és p nyomással:.

Mivel a forgó lemez felületétől mért nagy távolságban {\displaystyle z\rightarrow \infty },  már nem forog-mozog a folyadék, a {\displaystyle p(r,z)} ott már nem függ az {\displaystyle r} távolságtól, ennek eredményeként {\displaystyle p=p(z)} . Ezért {\displaystyle p(r)={\text{constant}}} és {\displaystyle \partial p/\partial r=0}.
Ezek a folyadékra vonatkozó, {\displaystyle z>0} eset határfeltételei:
{\displaystyle u=0,\quad v=\Omega r,\quad w=0,\quad p=p_{0}\quad {\text{ amikor  }}z=0}
{\displaystyle u=0,\quad v=0\quad {\text{ amikor }}z\rightarrow \infty }

Az önhasonló megoldást a következő helyettesítésekkel kapjuk:
{\displaystyle \eta ={\sqrt {\frac {\Omega }{\nu }}}z,\quad u=r\Omega F(\eta ),\quad v=r\Omega G(\eta ),\quad w={\sqrt {\nu \Omega }}H(\eta ),\quad p=p_{0}+\rho \nu \Omega P(\eta ),}
ahol {\displaystyle \rho } a folyadék sűrűsége.
Az önhasonló egyenletek a következők:
{\displaystyle {\begin{aligned}2F+H'&=0\\F^{2}-G^{2}+F'H&=F''\\2FG+G'H&=G''\\P'+HH'-H''&=0\end{aligned}}}
az {\displaystyle \eta >0}  peremfeltétellel:
{\displaystyle F=0,\quad G=1,\quad H=0,\quad P=0\quad {\text{ amikor }}\eta =0}
{\displaystyle F=0,\quad G=0\quad {\text{ amikor }}\eta \rightarrow \infty }
A kapcsolt közönséges differenciálegyenleteket numerikusan kell megoldani, de Cochran adott rá egy pontos megoldást.  A numerikus integrációból kapott végtelen beáramlási axiális sebesség: {\displaystyle w=-0,886{\sqrt {\nu \Omega }}}, tehát a teljes kiáramló térfogatáram egy {\displaystyle r} sugarú hengeres felületen {\displaystyle 0,886\pi r^{2}{\sqrt {\nu \Omega }}} . A korongon az érintő irányú nyírófeszültség {\displaystyle \sigma _{z\varphi }=\mu (\partial v/\partial z)_{z=0}=\rho {\sqrt {\nu \Omega ^{3}}}rG'(0)}. 
Az élhatásokat elhanyagolva, a folyadék által a korongra kifejtett nyomaték nagy, de véges méretű  {\displaystyle (R\gg {\sqrt {\nu /\Omega }})}  sugár esetén:
{\displaystyle T=2\int _{0}^{R}2\pi r^{2}\sigma _{r\theta }\,dr=\pi R^{4}\rho {\sqrt {\nu \Omega ^{3}}}G'(0).}
A 2-es szorzó azért van mert a lemez mindkét felületére hatnak a folyadéktól származó erők. Numerikus megoldásból a nyomatékra ez adódik: {\displaystyle T=-1,94R^{4}\rho {\sqrt {\nu \Omega ^{3}}}} (itt {\displaystyle \Omega } a korong szögsebessége, {\displaystyle \nu } a folyadék kinematikai viszkozitása, {\displaystyle R} pedig a korong sugara). 
Az elmélet által jósolt nyomaték kiválóan egyezik a nagyméretű korongokon végzett kísérlettel, körülbelül a {\displaystyle Re=R^{2}\Omega /\nu =3\times 10^{5}} Reynolds-számig. 
Az áramlás magas, e főlőtti Reynolds-számnál már turbulenssé válik.

## Merev test forgása végtelenben
Ezzel a problémával George Keith Batchelor foglalkozott 1951-ben.
Legyen {\displaystyle \Gamma } a szögsebesség a végtelenben. Ilyenkor a nyomás a  {\displaystyle z\rightarrow \infty } távolságban: {\displaystyle {\frac {1}{2}}\rho \Gamma ^{2}r^{2}}. 
Ezért {\displaystyle p(r)={\frac {1}{2}}\rho \Gamma ^{2}r^{2}} és {\displaystyle \partial p/\partial r=\Gamma ^{2}}. Ekkor a folyadék határfeltételei a {\displaystyle z>0}  esetén:
{\displaystyle u=0,\quad v=\Omega r,\quad w=0\quad {\text{ amikor }}z=0}
{\displaystyle u=0,\quad v=\Gamma r\quad {\text{amikor }}z\rightarrow \infty }
Az önhasonló megoldást a következő helyettesítéssel kapjuk:
{\displaystyle \eta ={\sqrt {\frac {\Omega }{\nu }}}z,\quad \gamma ={\frac {\Gamma }{\Omega }},\quad u=r\Omega F(\eta ),\quad v=r\Omega G(\eta ),\quad w={\sqrt {\nu \Omega }}H(\eta ).}
Az önhasonló egyenletek a következők:
{\displaystyle {\begin{aligned}2F+H'&=0\\[3pt]F^{2}-G^{2}+F'H&=F''-\gamma ^{2}\\[3pt]2FG+G'H&=G''\end{aligned}}}
a folyadék határfeltételei az {\displaystyle \eta >0} esetben:
{\displaystyle F=0,\quad G=1,\quad H=0\quad {\text{ amikor }}\eta =0}
{\displaystyle F=0,\quad G=\gamma \quad {\text{ amikor }}\eta \rightarrow \infty }
A megoldás könnyen elérhető, ha {\displaystyle \gamma >0} vagyis, ha a végtelenben lévő folyadék a lemezzel azonos irányban forog, mint a lemez. De a {\displaystyle \gamma <0}, a megoldás (mikor a lemezzel ellentétes irányban forog a folyadék) összetettebb abban az értelemben, hogy sokmegoldású elágazások fordulnak elő. Evans 1969-ben megoldást kapott a {\displaystyle -1,35<\gamma <-0,61}  tartományra. Zandbergen és Dijkstra kimutatták, hogy a megoldás négyzetgyök-szingularitást mutat, mivel {\displaystyle \gamma ^{-}\rightarrow -0,16053876} és talált egy második megoldási ágat, amely egyesül a következőre talált megoldással: {\displaystyle \gamma \rightarrow -0,16053876} . Ha a második ág megoldását addig folytatjuk, amíg {\displaystyle \gamma ^{-}\rightarrow 0,07452563}, ekkor egy harmadik megoldási ág bontakozik ki. Emellett végtelen számú megoldási ágat találtak a {\displaystyle \gamma ^{-}\rightarrow 0} pont körül. Bodoyni 1975-ben nagy, negatív {\displaystyle \gamma } értékekre végzett számításai megmutatták, hogy a megoldás a következő helyen szakad meg: {\displaystyle \gamma ^{-}=-1,436}. 
Ha hagyjuk, hogy a forgó lemez egyenletes szívási sebességgel rendelkezzen a teljes lemezen, akkor értelmes megoldást kaphatunk a következőre: {\displaystyle \gamma \leq -0,2}.
Mert {\displaystyle 0<\gamma <\infty ,\ \gamma \neq 1} ({\displaystyle \gamma =1} szilárd testre vonatkozós eset, mikor az egész folyadék azonos sebességgel forog) az oldat a lemezről oszcilláló módon éri el a végtelen szilárd test forgását. Az axiális sebesség negatív {\displaystyle w<0}  lesz, ha {\displaystyle 0\leq \gamma <1} és pozitív lesz, amikor {\displaystyle w>0} hogyha igaz, hogy {\displaystyle 1<\gamma <\infty }. 
Explicit megoldás létezik akkor, ha {\displaystyle |\gamma -1|\ll 1} (kicsi a sebességkülönbség a korong és a folyadék sebessége között).

### Közel azonos sebességgel forog a folyadék és a korong
Mivel mindkét határesetben a {\displaystyle G} majdnem egyenlő eggyel, akkor az a megoldást várnánk {\displaystyle G} hogy csak kissé tér el az egységtől. A megfelelő skálázással az {\displaystyle F} és {\displaystyle H} az önhasonló egyenletekből levezethetők. Ezért,
{\displaystyle G=1+{\hat {G}},\quad H={\hat {H}},\quad F={\hat {F}}\qquad |{\hat {F}}|,|{\hat {G}}|,|{\hat {H}}|\ll 1}
Elsőrendű közelítésben (elhanyagolva a másodrendű {\displaystyle {\hat {F}}^{2},{\hat {G}}^{2},{\hat {H}}^{2}} tagokat), az önhasonló egyenletrendszer a következő alakú lesz:
{\displaystyle {\begin{aligned}2{\hat {F}}+{\hat {H}}'&=0\\1+2{\hat {G}}&=\gamma ^{2}-{\hat {F}}''\\2{\hat {F}}&={\hat {G}}''\end{aligned}}}
pontos megoldásokkal
{\displaystyle {\begin{aligned}F(\eta )&=-(\gamma -1)e^{-\eta }\sin \eta ,\\G(\eta )&=1+(\gamma -1)(1-e^{-\eta }\cos \eta ),\\H(\eta )&=(\gamma -1)[1-e^{-\eta }(\sin \eta +\cos \eta )].\end{aligned}}}
Ezek a megoldások hasonlóak az Ekman-réteg megoldásához.

### Nem tengelyszimmetrikus megoldások
Az áramlásnak van egy nem tengelyszimmetrikus megoldása is, a Hewitt, Duck és Foster által felfedezett tengelyszimmetrikus határfeltételekkel.
Legyenek:
{\displaystyle \eta ={\sqrt {\frac {\Omega }{\nu }}}z,\quad \gamma ={\frac {\Gamma }{\Omega }},\quad u=r\Omega [f'(\eta )+\phi (\eta )\cos 2\theta ],\quad v=r\Omega [g(\eta )-\phi (\eta )\sin 2\theta ],\quad w=-2{\sqrt {\nu \Omega }}f(\eta ),}
és a meghatározó egyenletek a következők:
{\displaystyle {\begin{aligned}f'''+2ff''-f'^{2}-\phi ^{2}+g^{2}&=\gamma ^{2},\\g''+2(fg'-f'g)&=0,\\\phi ''+2(f\phi '-f'\phi )&=0,\end{aligned}}}
a következő határfeltételekkel:
{\displaystyle f(0)=f'(0)=\phi (0)=g(0)-1=f'(\infty )=\phi (\infty )=g(\infty )-\gamma =0.}
Numerikus integrációval kiderült, hogy a megoldás létezik erre a negatív tartományra: {\displaystyle -0,14485\leq \gamma \leq 0} .

## Bödewadt-áramlás
A Bödewadt-áramlás azt az esetet írja le, amikor egy álló korongot forgó folyadékba helyeznek.

## Két, azonos tengelyen forgó (koaxiális) körlemez
Ezzel a problémával 1951-ben George Keith Batchelor és 1952-ben Keith Stewartson és számos más kutató is foglalkozott. Itt a megoldás azért nem egyszerű, mert a problémába bejön a két lemez közötti {\displaystyle h} távolság. Ezenkívül a stacionárius megoldás egyedisége és létezése a Reynolds-számnak ({\displaystyle Re=\Omega h^{2}/\nu }) is függvénye.A  {\displaystyle 0<z<h} eset határfeltételei:
{\displaystyle u=0,\quad v=\Omega r,\quad w=0\quad {\text{ amikor }}z=0}
{\displaystyle u=0,\quad v=\Gamma r,\quad w=0\quad {\text{amikor }}z=h.}
Az {\displaystyle \eta }-val kifejezve, a felső felület helye {\displaystyle \eta ={\sqrt {\Omega /\nu }}h={\sqrt {Re}}}. 
Korábban ezt a skálázást alkalmazták: 
{\displaystyle {\begin{aligned}\eta ={\sqrt {\frac {\Omega }{\nu }}}z,\quad \gamma ={\frac {\Gamma }{\Omega }},\quad u=r\Omega F'(\eta ),\quad v=r\Omega G(\eta ),\quad w=-2{\sqrt {\nu \Omega }}F(\eta )\end{aligned}}}
Célszerűbb bevezetni a Reynold-számos, következő helyettesítést:
{\displaystyle {\begin{aligned}\xi =Re^{-1/2}\eta ,\quad f=Re^{-1/2}F,\quad g=G\end{aligned}}}
így az egyenletrendszer a következőképpen néz ki:
{\displaystyle {\begin{aligned}Re^{-1}f'''+2ff''-f'^{2}+g^{2}=\lambda ,\\Re^{-1}g''+2(fg'-f'g)=0\end{aligned}}}
ezzel a hat határfeltétellel:
{\displaystyle f'=0,\quad g=1,\quad f=0\quad {\text{ amikor }}\xi =0}
{\displaystyle f'=0,\quad g=\gamma ,\quad f=0\quad {\text{amikor }}\xi =1.}
és a nyomást a következő adja meg:
{\displaystyle {\frac {p-p_{o}}{\rho }}={\frac {1}{2}}\lambda r^{2}\Omega ^{2}-2\nu \Omega (Ref^{2}+f')}
Itt hat peremfeltétel van, mivel sem a felső, sem az alsó falon a nyomás nem ismert; {\displaystyle \lambda }-t a megoldás részeként kell meghatározni. Nagy Reynolds-szám esetén {\displaystyle Re\gg 1} Batchelor azzal érvelt, hogy a magban lévő folyadék állandó sebességgel forog, amelyet minden korongnál két határréteg határol. {\displaystyle \gamma \geq 0} és két egyenletes, ellentétes irányban forgó vastagságú áramlás lenne {\displaystyle \xi =1/2} mert {\displaystyle \gamma =-1} . Stewartson azonban azt feltételezte, hogy {\displaystyle \gamma =0,-1} a magban lévő folyadék nem forog, ha {\displaystyle Re\gg 1}, de minden korongon csak két határréteg marad. Kiderült, hogy Stewartson feltételezései voltak helyesek voltak (lásd Stewartson-réteg).
Létezik egzakt megoldás arra az esetre, ha  {\displaystyle \gamma =1}, de a két korong különböző tengely körül forog.

## Alkalmazások
A Kármán-féle örvény leírás és az ezzel kapcsolatos számítások eredményei számos területen játszanak fontos szerepet, például a forgórészes gépek, szűrőrendszerek, számítógépes tárolóeszközök, hő- és tömegátadási alkalmazások, égéssel kapcsolatos problémák esetében, de a bolygóképződés, illetve egyes geofizikai jelenségek élméleti hátterében is ott van.

## Fordítás
Ez a szócikk részben vagy egészben  a   Von Kármán swirling flow című angol Wikipédia-szócikk ezen változatának fordításán alapul.  Az eredeti cikk szerkesztőit annak laptörténete sorolja fel. Ez a jelzés csupán a megfogalmazás eredetét és a szerzői jogokat jelzi, nem szolgál a cikkben szereplő információk forrásmegjelöléseként.

## Ajánlott irodalom
- Von Kármán, Theodore (1921). „Über laminare und turbulente Reibung”. Zeitschrift für Angewandte Mathematik und Mechanik 1 (4), 233–252. o. DOI:10.1002/zamm.19210010401.
- Batchelor, George Keith (1951). „Note on a class of solutions of the Navier-Stokes equations representing steady rotationally-symmetric flow”. The Quarterly Journal of Mechanics and Applied Mathematics 4, 29–41. o. DOI:10.1093/qjmam/4.1.29.
- (1953) „On the flow between two rotating coaxial disks”. Mathematical Proceedings of the Cambridge Philosophical Society 49 (2), 333–341. o. DOI:10.1017/S0305004100028437.
- Batchelor, George Keith. An introduction to fluid dynamics. Cambridge university press (2000. június 21.). ISBN 978-0521663960
- Landau, Lev D. Fluid Mechanics. Butterworth-Heinenann (1987). ISBN 978-0750627672
- Schlichting, Hermann. Boundary-Layer Theory. New York: McGraw-hill (1960. június 21.)